# 寒切帖
《寒切帖》又名《廿七帖》、《谢司马帖》，为王羲之在中晚年所书写。纸本墨迹，5行，50字。現存應為唐代的雙勾填摹本，藏于天津博物馆，先勾再填以淡墨，勾摹精细。笔锋转折分明，书风遒劲腴润，沉着流动。墨色斑斓，笔意神采超逸，书风从容丰腴。有乌丝栏。
古书画鉴定专家张珩和徐邦達鉴定現存此帖为唐代勾填本，卷后有董其昌、娄坚的题跋，王时敏、南宋绍兴内府等收藏印章。
收刻于《淳化阁帖》卷七、《大观帖》卷七、《澄清堂帖》、《二王帖》、《宝贤堂集古法帖》、《玉烟堂帖》、《邻苏园帖》。

## 寒切帖内容

### 对应原文
十一月廿七日羲之报：得十四、十八日二书，知问为慰。寒切，比各佳不？念忧劳，久悬情。吾食至少，劣劣！力因谢司马书，不具。羲之报。
董其昌跋文：“右军真迹世不多见，唯吾乡陆文裕公家《月半帖》、吴门王文恪家《此事帖》与此而三耳。所谓山阴衣钵，非具眼者，不可与传也。”
娄坚跋文：此右军《廿七帖》为长洲韩宗伯收藏，去年春始获见之。今又从辰玉内翰索观，寻绎再三，往往得其异趣，真所谓从容中道者。米元章云：‘世人以努张为筋骨，不知不努张自有筋骨焉。’余幸得再睹神物，益信此语之妙解。”

## 历代珍藏
《寒切帖》首行的右下角，有“僧权”押字。帖尾有：“绍兴”朱文印，“高阳李霨”收藏印，“内府秘画之印”朱文印各一方。连接隔水上有：“王氏元驭”朱文印，“锡爵”白文印，“王衡”白文印，“王辰玉氏”白文印，“王时敏印”白文印，“逊之”朱文印各一方。次行有“坦园”、“李霨私印”白文印各一方，骑缝并有朱文印。从隔水（其绫裱是宋代所制）上所钤有的各家收藏章中，可以看出法帖的收藏历程。南宋时收藏于绍兴内府，明代时为长洲韩宗伯（世能）、相国文肃公王锡爵（元驭）、万历进士王衡（辰玉）收藏，后转为清初画家王时敏祖孙三代所藏，之后又辗转归清代顺治进士李霨（坦园）等收藏。
《寒切帖》二十世纪六十年代由刘光启发现后，为天津市艺术博物馆收藏。2004年12月20日，由天津市历史博物馆与天津市艺术博物馆合并而成的天津博物馆落成开放，《寒切帖》成为天津博物馆所藏书法文物之一。

## 軼事
《寒切帖》被刘光启于二十世纪六十年代在位于天津市河西区太湖路的一个废品收购站所发现。收购站的熔炉前有一捆纸引起刘光启的注意，纸又黄又脆，好奇心让他将这捆纸打开，从落款而认定出这是王羲之的《寒切帖》。“这张帖子当年差点在废品收购站的熔炉里化为纸浆。”刘光启回忆起来仍感心有余悸。